# Sirindhorn
Sirindhorn (tai: มหาจักรีสิรินธร)  (Amphorn Sathan Residential Hall, 2 d'abril de 1955), també coneguda com a Maha Chakri Sirindhorn (tailandès: มหาจักรีสิรินธร มหาจักรีสิรินธร) és princesa reial i membre de la família reial tailandesa. És la segona filla del rei Bhumibol Adulyadej i la reina Sirikit, i la germana petita del rei Vajiralongkorn.

## Biografia
Sirindhorn va néixer el 2 d'abril de 1955 a la residència Amphorn Sathan, al palau de Dusit, sent la tercera descendent del rei Bhumibol i la reina mare Sirikit. Com que la parella reial només té un fill, la constitució tailandesa fou modificada el 1974 per tal de permetre la successió femenina. Això va convertir la princesa Sirindhorn en segona en la línia de successió al tron (després de Vajiralongkorn) fins al naixement de la princesa Bajrakitiyabha el 1978.
El 1975 es va matricular a la facultat d'arts de la Universitat de Chulalongkorn, graduant-se amb una llicenciatura en arts el 1976. A partir del 1976 va continuar els seus estudis en dos programes de postgrau, obtenint un màster en epigrafia oriental (sànscrit i cambodjà ) el 1980 i també en arqueologia a la Universitat de Silpakorn el 1980. A partir de l'octubre de 1977, va estudiar sànscrit a Bangkok durant dos anys sota la tutela del reconegut erudit sànscrit Satya Vrat Shastri. El 1978, va obtenir un màster en pali i sànscrit a la Universitat de Chulalongkorn. El 1981 es va matricular en un programa de doctorat a la Universitat de Srinakharinwirot, tot obtenint un doctorat en educació per al desenvolupament el 1987.
Més popular entre el públic tailandès que el seu germà, l'aleshores príncep hereu Vajiralongkorn, es rumorejava que Sirindhorn era una possible successora al tron del país. A la mort de Bhumibol el 2016, la corona va passar a Vajiralongkorn, ara anomenat rei Rama X. El 2019, el rei Vajiralongkorn li va atorgar el més alt rang reial, Krom Somdej Phra. També va rebre una Medalla Reial Cypher del Rei Rama X de primera classe.
El gener de 2021, Sirindhorn va ser hospitalitzada després de trencar-se els dos turmells. Els mitjans de comunicació tailandesos van informar que va caure durant una passejada; no obstant això, fonts occidentals van al·legar que Vajiralongkorn li va trencar els turmells després d'una discussió.

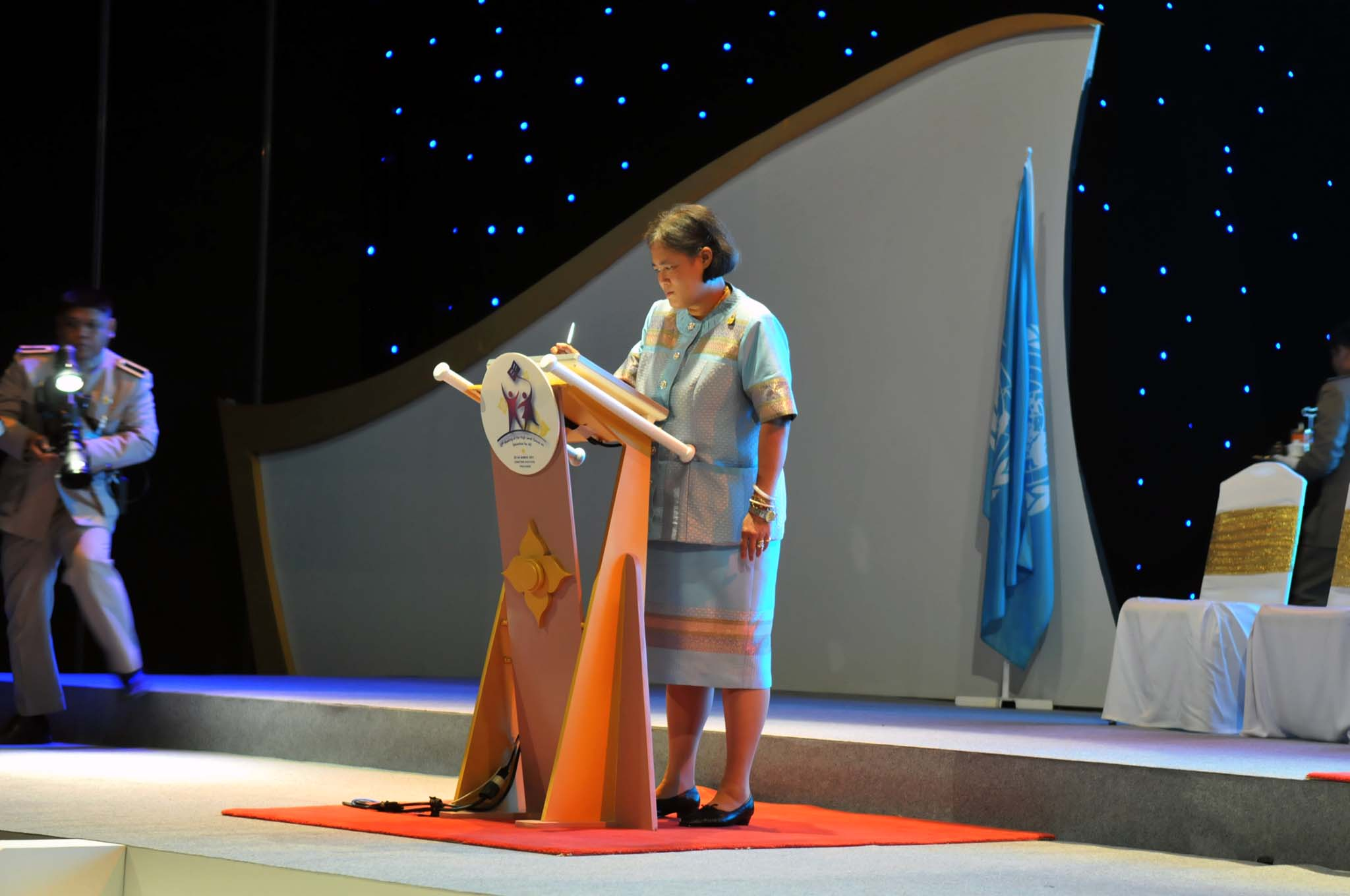
La princesa Sirindhorn el 2011

A més de ser llicenciada en història i tenir un doctorat en desenvolupament educatiu, és una apassionada de la tecnologia. Ensenya al departament d'història de la Reial Acadèmia Militar de Chulachomklao, on és la cap nominal del departament. A més del tailandès, parla amb fluïdesa l'anglès, francès i xinès mandarí, i actualment estudia alemany i llatí. Tradueix literatura xinesa al tailandès.

## Beca associada
La Universitat de Liverpool va introduir una beca anual en honor a Sirindhorn per permetre que un estudiant tailandès estudiï a Liverpool per completar un programa de màster. La beca està oberta a totes les assignatures en què s'ofereix un programa de màster anual; tanmateix, es donarà prioritat als estudiants que vulguin estudiar en una àrea temàtica relacionada amb la princesa Sirindhorn, com ara ciències, tecnologia de la informació, medicina, arts, geografia, història i idiomes. Per ser elegible per a la beca, els sol·licitants han de ser de nacionalitat tailandesa i ja tenir una oferta per estudiar un programa de màster d'un any a la Universitat de Liverpool.

## Honors i premis

### Militar
- General, almirall i mariscal en cap de l'aire[8]

- General del Cos de Defensa Voluntari[9]

### Acadèmic
- Professor de la Reial Acadèmia Militar de Chulachomklao[10][11]
- Professor de la Universitat de Srinakharinwirot[12]
- Doctor honoris causa per la Universitat de Singapur[13]

#### Honors estrangers
- : Gran Creu de l'Order of Honour for Services to the Republic of Austria[14]
- : Recipient de l'Orde de l'Amistat[15]
- : Gran Creu de l'Orde de la Dannebrog
- : Premi Padma Bhushan
- : Gran Creu de l'Order of Diplomatic Service Merit[16]
- : Honorary Grand Commander of the Order of Loyalty to the Crown of Malaysia[17]
- : Gran Creu de l'Order of the Polar Star[18]
- : Gran Creu de l'Order of the Crescent of Pakistan[19][20]
- : Gran Creu de l'Orde d'Isabel la Catòlica[21]
- : Gran Creu de la Reial Orde dels Serafins
- : Gran Creu de la Reial Orde Victorià
- : Gran Creu de l'Order of the Crown of Tonga[22]

### Premis
- : International Union of Nutritional Sciences Award[23]
- : Chinese Language and Culture Friendship Award[24]
- Chinese Literature Foundation of Chinese Writers Association: Understanding and Friendship International Literature Award[25]
- : Indira Gandhi Prize[26]
- : Ramon Magsaysay Award for Public Service[27]

#### Títols honorífics
Nacional
- Chiang Mai University: Geography[28]
- Chiang Mai University: Thai language[29]
- Asian Institute of Technology: Technology[30][31]

Estranger
- :
  -  – Lingnan University: Doctor of Letters[32]
  -  – The University of Hong Kong: Doctor of Letters[33]
  - Peking University: Chinese language[34]
- – Tokai University: Engineering[35]
- – University of the Philippines Los Baños: Law
- Singapore - National University of Singapore[36]
- :
  -  – Pomona College: Doctor of Humane Letters[37]
  -  – Indiana University Bloomington: Doctor of Humane Letters[38]
  -  – Northern Illinois University: Doctor of Humane Letters[39]
  -  – Johns Hopkins University: Doctor of Humane Letters[40]
  -  – Bay Path University: Doctor of Humane Letters[41]

- : People’s Friendship Ambassador[42]
- : Special Ambassador of the World Food Programme for School Feeding[23]
- : UNESCO Goodwill Ambassador for "Empowerment of Minority Children through Education and through the Preservation of Their Intangible Cultural Heritage"[23]

Monograma reial de la princesa Maha Chakri Sirindhorn

Bandera reial de la princesa Maha Chakri Sirindhorn

## Epònims

### Institucions

#### Nacional
Diverses institucions acadèmiques i de recerca a Tailàndia porten el seu nom:
- Princesa Sirindhorn's College, Mueang Nakhon Pathom, província de Nakhon Pathom.
- Centre d'Antropologia Princesa Maha Chakri Sirindhorn[43]
- Edifici Mahachakri Sirindhorn i Boromrajkumari, Facultat d'Arts, Universitat de Chulalongkorn, Bangkok.[44]
- Centre Mèdic Somdech Phra Debaratana, Hospital Ramathibodi, Bangkok.[45]
- Biblioteca de música Princesa Maha Chakri Sirindhorn, Universitat Mahidol, Bangkok
- Institut Internacional de Tecnologia Sirindhorn (SIIT), Universitat Thammasat, Bangkok.[46]
- Escola Internacional Tailandesa-Alemanya de Postgrau en Enginyeria Sirindhorn (TGGS), Institut Tecnològic Rei Mongkut del Nord de Bangkok .
- Museu d'Història Natural Princesa Maha Chakri Sirindhorn, museu d'història natural, facultat de ciències, Universitat Príncep de Songkla, campus de Hat Yai, Hat Yai, província de Songkhla.
- Observatori Sirindhorn, Universitat de Chiang Mai, Doi Suthep, província de Chiang Mai.
- Monitor de neutrons Princess Sirindhorn, un detector de raigs còsmics galàctics a la muntanya més alta de Tailàndia, Doi Inthanon, a la província de Chiang Mai.
- Centre Mèdic Princesa Maha Chakri Sirindhorn Arxivat June 8, 2016, a Wayback Machine.  , Universitat de Srinakharinwirot, campus d'Onkarak, província de Nakhon Nayok
- Centre de Llengua i Cultura Xinesa Sirindhorn a la Universitat Mae Fah Luang, que va ser un regal de la Xina i va rebre el nom en honor del paper de Sirindhorn en l'intercanvi cultural entre Tailàndia i la Xina.[47]

#### Estranger
- Centre d'Intercanvi Tecnològic i Cultural Sirindhorn, Universitat de Pequín, districte de Haidian, Pequín, Xina.[25]
- Escola primària Mianyang Xianfenglu Sirindhorn, Mianyang, Sichuan, Xina.

### Llocs
- Estació de MRT de Sirindhorn de la línia blava del MRT de Bangkok
- Amphoe Sirindhorn de la província d'Ubon Ratchathani
- La presa de Sirindhorn atura el riu Dom Noi a Sirindhorn, província d'Ubon Ratchathani.
- Museu Sirindhorn Arxivat March 4, 2016, a Wayback Machine.   (Museu de dinosaures de Phu Kum Khao), Centre de recerca de dinosaures de Phu Kum Khao, Sahatsakhan, província de Kalasin.
- Observatori Sirindhorn, Departament de Física, Facultat de Ciències, Universitat de Chiang Mai
- L'estadi Princess Sirindhorn és un estadi esportiu situat a Si Racha, a la província de Chonburi.
- El Santuari de Vida Silvestre Princess Sirindhorn, el bosc de torbera protegit més gran de Tailàndia, es troba a la província de Narathiwat.

### Fauna
Diverses espècies de fauna porten el seu nom, com ara:
- Eurochelidon sirintarae (ocell princesa Sirindhorn o martinet de riu d'ulls blancs ), una oreneta en perill crític d'extinció descrita per primera vegada el 1968.
- Phricotelphusa sirindhorn (cranc panda). Va ser descrit a Crustaceana el 1989.
- Phuwiangosaurus sirindhornae, un dinosaure herbívor sauròpode del període Cretaci inferior. Va ser descrit el 1994.
- Sirindhorna khoratensis, un dinosaure hadrosauroïdeu del Cretaci inferior. Va ser descrit el 2015.
- Acanthosquilla sirindhorn ( gamba panda mantis ). Va ser descrit a Crustaceana el 1995.[48]
- Tarsius sirindhornae, un antic primat.[49]
- Streptocephalus sirindhornae, una gamba fada d'aigua dolça. Va ser descrit al Journal of Crustacean Biology l'any 2000.
- Macrobrachium sirindhorn, una gamba d'aigua dolça. Va ser descrit a Crustacea l'any 2001.
- Trigona sirindhornae, una abella .
- Sirindhorn thailandiensis (arna princesa ).
- Loxosomatoides sirindhornae, un kamptozou d'aigua dolça. Va ser descrit a Hydrobiologia el 2005.
- Aenictus shilintongae Jaitrong & Schultz, 2016[50] )
- Oligoaeschna sirindhornae Ngiam & Orr, 2017[51]
- Chironephthya sirindhornae Imahara, Chavanich, Viyakarn, Kushida, Reimer i Fujita, 2020[52]

### Flora
Nombroses espècies de plantes han rebut el seu nom:
- Sirindhornia spp. , orquídies :
  - La Sirindhornia pulchella només es pot veure al Parc Nacional de Doi Chiang Dao, i floreix d'abril a juny.
  - La Sirindhornia mirabilis només es pot veure a Doi Hua Mot, a la província de Tak, i floreix durant el maig i el juny.
  - La Sirindhornia monophyla es pot veure a Doi Hua Mot, a la província de Tak, de març a juny, així com a Myanmar i la Xina.
- Altres espècies vegetals inclouen:
  - Bauhinia sirindhorniae ( sam sip song pra dong ), una enredadera de la família dels pèsols . Va ser descrita a la revista Nordic Journal of Botany el 1997.
  - Magnolia sirindhorniae ( Magnòlia de la princesa Sirindhorn)
  - Thepparatia scandens Phuph. o Khruea thepparat malvaceae . Thepparat forma part del seu títol reial . Va ser descrita al Butlletí Forestal Tailandès (Botànica) el 2006.[53][54]
  - Impatiens sirindhorniae Triboun & Suksathan, 2009. Va ser descrit al Gardens' Bulletin Singapore .
  - Chayamaritia sirindhorniana DJ Middleton, Tetsana i Suddee. L'espècie és endèmica de la província de Loei.

## ascendència
|  |                                                            |  |  |  |  |  |  |  |  |  |  |  |  |  |  |  |
|  | 8. King Chulalongkorn, Rama V of Siam                      |  |  |  |  |  |  |  |  |  |  |  |  |  |  |  |
|  |                                                            |  |  |  |  |  |  |  |  |  |  |  |  |  |  |  |
|  |                                                            |  |  |  |  |  |  |  |  |  |  |  |  |  |  |  |
|  | 4. Prince Mahidol Adulyadej, Prince of Songkla             |  |  |  |  |  |  |  |  |  |  |  |  |  |  |  |
|  |                                                            |  |  |  |  |  |  |  |  |  |  |  |  |  |  |  |
|  |                                                            |  |  |  |  |  |  |  |  |  |  |  |  |  |  |  |
|  | 9. Princess Savang Vadhana of Siam                         |  |  |  |  |  |  |  |  |  |  |  |  |  |  |  |
|  |                                                            |  |  |  |  |  |  |  |  |  |  |  |  |  |  |  |
|  |                                                            |  |  |  |  |  |  |  |  |  |  |  |  |  |  |  |
|  | 2. King Bhumibol Adulyadej, Rama IX of Thailand            |  |  |  |  |  |  |  |  |  |  |  |  |  |  |  |
|  |                                                            |  |  |  |  |  |  |  |  |  |  |  |  |  |  |  |
|  |                                                            |  |  |  |  |  |  |  |  |  |  |  |  |  |  |  |
|  | 10. Chu Chukramol                                          |  |  |  |  |  |  |  |  |  |  |  |  |  |  |  |
|  |                                                            |  |  |  |  |  |  |  |  |  |  |  |  |  |  |  |
|  |                                                            |  |  |  |  |  |  |  |  |  |  |  |  |  |  |  |
|  | 5. Sangwan Talapat                                         |  |  |  |  |  |  |  |  |  |  |  |  |  |  |  |
|  |                                                            |  |  |  |  |  |  |  |  |  |  |  |  |  |  |  |
|  |                                                            |  |  |  |  |  |  |  |  |  |  |  |  |  |  |  |
|  | 11. Kham                                                   |  |  |  |  |  |  |  |  |  |  |  |  |  |  |  |
|  |                                                            |  |  |  |  |  |  |  |  |  |  |  |  |  |  |  |
|  |                                                            |  |  |  |  |  |  |  |  |  |  |  |  |  |  |  |
|  | 1. Princess Maha Chakri Sirindhorn, Princess Royal         |  |  |  |  |  |  |  |  |  |  |  |  |  |  |  |
|  |                                                            |  |  |  |  |  |  |  |  |  |  |  |  |  |  |  |
|  |                                                            |  |  |  |  |  |  |  |  |  |  |  |  |  |  |  |
|  | 12. Prince Kitiyakara Voralaksana, Prince of Chanthaburi I |  |  |  |  |  |  |  |  |  |  |  |  |  |  |  |
|  |                                                            |  |  |  |  |  |  |  |  |  |  |  |  |  |  |  |
|  |                                                            |  |  |  |  |  |  |  |  |  |  |  |  |  |  |  |
|  | 6. Prince Nakkhatra Mangala, Prince of Chanthaburi II      |  |  |  |  |  |  |  |  |  |  |  |  |  |  |  |
|  |                                                            |  |  |  |  |  |  |  |  |  |  |  |  |  |  |  |
|  |                                                            |  |  |  |  |  |  |  |  |  |  |  |  |  |  |  |
|  | 13. Princess Apsarasaman Devakula                          |  |  |  |  |  |  |  |  |  |  |  |  |  |  |  |
|  |                                                            |  |  |  |  |  |  |  |  |  |  |  |  |  |  |  |
|  |                                                            |  |  |  |  |  |  |  |  |  |  |  |  |  |  |  |
|  | 3. Sirikit Kitiyakara                                      |  |  |  |  |  |  |  |  |  |  |  |  |  |  |  |
|  |                                                            |  |  |  |  |  |  |  |  |  |  |  |  |  |  |  |
|  |                                                            |  |  |  |  |  |  |  |  |  |  |  |  |  |  |  |
|  | 14. Sathan Snidvongs, Chaophraya Wongsanupraphat           |  |  |  |  |  |  |  |  |  |  |  |  |  |  |  |
|  |                                                            |  |  |  |  |  |  |  |  |  |  |  |  |  |  |  |
|  |                                                            |  |  |  |  |  |  |  |  |  |  |  |  |  |  |  |
|  | 7. Bua Snidvongs                                           |  |  |  |  |  |  |  |  |  |  |  |  |  |  |  |
|  |                                                            |  |  |  |  |  |  |  |  |  |  |  |  |  |  |  |
|  |                                                            |  |  |  |  |  |  |  |  |  |  |  |  |  |  |  |
|  | 15. Bang Bunyathon, Thao Wanida Phicharini                 |  |  |  |  |  |  |  |  |  |  |  |  |  |  |  |
|  |                                                            |  |  |  |  |  |  |  |  |  |  |  |  |  |  |  |
|  |                                                            |  |  |  |  |  |  |  |  |  |  |  |  |  |  |  |